# Spatelhoorntje
Het spatelhoorntje (Calocera pallidospathulata) is een schimmel behorend tot de familie Dacrymycetaceae. Het leeft saprotroof op hout van naaldbomen in gemengd bos op zandgrond.

## Kenmerken
Het spatelhoorntje heeft een verbreed en bij ouder worden sterk afgeplat fertiel deel, dat duidelijk afgescheiden is van de smallere, cilindrische steel. In zij-aanzicht is het vruchtlichaam waaier-, spatel- tot knotsvormig. Het fertiele deel kan onregelmatig geplooid zijn en is oranjegeel tot bleek oranjegeel (soms bijna wit). De steel is meestal bleker tot witachtig van kleur. Deze loopt soms door tot in het verbrede deel. 

## Verlijkbare soorten
Er is verwarring mogelijk met het knotshoorntje (Calocera glossoides). Hiervan is het fertiele deel niet afgeplat, maar min of meer ovaal, kegel- tot lancetvormig met een basis die abrupt breder is dan de steel. De steel en het fertiele deel hebben dezelfde oranjegele kleur. Het knotshoorntje wordt uitsluitend gemeld van loofhout. De sporen van het spatelhoorntje kiemen met staafvormige conidiën. Bij het knotshoorntje zijn deze rond tot ovaal.

## Verspreiding
In Nederland komt het spatelhoorntje vrij zeldzaam voor. Het staat op de rode lijst in de categorie 'Kwetsbaar'. Het staat op de rode lijst in de categorie 'Gevoelig'.